# Da Vinci (månekrater)
Da Vinci er et nedslagskrater på Månen. Det befinder sig i den østlige del af Månens forside, nordvest for Mare Fecunditatis, og det er opkaldt efter den italienske matematiker, opfinder og kunstner Leonardo Da Vinci (1452 – 1519).
Navnet blev officielt tildelt af den Internationale Astronomiske Union (IAU) i 1935. 

## Omgivelser
Da Vincikrateret ligger langs den østlige bred af Sinus Concordiae, som er en bugt langs den østlige rand af Mare Tranquillitatis. Blandt de nærliggende kraterer er Watts mod sydøst og Lawrence mod sydvest, begge mindre end da Vinci.

## Karakteristika
Krateret er blevet stærkt beskadiget og omformet, så det knapt kan skelnes som et krater. Dele af den lave østlige rand og et stykke mod nordvest er stadig noget intakt, skønt de mere ligner kurvede højderygge end en kratervæg. Der er åbninger i randen mod syd og nord, og dets indre er irregulært og delvis dækket af ny overflade.
Terrænet langs ydersiden af krateret mod nord og vest er uregelmæssigt og bakket. En lav højderyg mod sydøst løber til omegnen af Wattskrateret.

## Satellitkratere
De kratere, som kaldes satellitter, er små kratere beliggende i eller nær hovedkrateret. Deres dannelse er sædvanligvis sket uafhængigt af dette, men de får samme navn som hovedkrateret med tilføjelse af et stort bogstav. På kort over Månen er det en konvention at identificere dem ved at placere dette bogstav på den side af satellitkraterets midte, som ligger nærmest hovedkrateret. Da Vincikrateret har følgende satellitkratere:
| Da Vinci | Længde | Bredde  | Diameter |
| -------- | ------ | ------- | -------- |
| A        | 9,7° N | 44,2° Ø | 18 km    |

## Måneatlas
- Da Vinci i Lpi-måneatlasset.